# Торп, Бенджамин
Бенджамин Торп (англ. Benjamin Thorpe; 1782 — 19 июля 1870) — британский филолог, специалист по англосаксонской литературе и мифологии, переводчик многих средневековых англосаксонских произведений на английский язык.
После четырёхлетнего обучения в Копенгагенском университете под руководством датского филолога Расмуса Раска он возвратился в Англию в 1830 году и в 1832 году издал английский перевод «Cædmon’s Metrical Paraphrase of Parts of the Holy Scriptures in Anglo-Saxon», благодаря чему сразу заслужил репутацию уважаемого специалиста по англосаксам. В 1834 году он издал работу «Analecta Anglo-Saxonica», которая на протяжении многих последующих лет была стандартным учебником древнеанглийского языка на английском языке, однако его самый известный его труд — «Northern Mythology» в трёх объёмах (1851). Им был выполнен первый полный признанный хорошим английский перевод Старшей Эдды (1866).
Другие известные работы его авторства: «Ancient Laws and Institutes of England» (1840), переводы на английский язык различных законов, принятых при англосаксонских королях; «The Holy Gospels in Anglo-Saxon» (1842); «Codex Exoniensis» (1842), сборник англосаксонской поэзии с переводом на английский язык; «an English translation of Dr Lappenburg’s History of England under the Anglo-Saxon Kings» (1845); «Anglo-Saxon Poems of Beowulf» (1855), перевод; издание для серии «Rolls» «Anglo-Saxon Chronicle» (1861); «Diplomatarium Anglicum aevi saxonici» (1865), коллекция старых английских уставов.
Торп умер в Чисвике. За свои научные заслуги с 1835 года получал персональную пенсию.

## Издания
- Торп Б. Нордическая мифология / Пер. с англ. Е. С. Лазарева, Ю. Р. Соколова. — 2-е изд. — М.: Вече, 2021. — 560 с. — ISBN 978-5-4484-2539-4.